# Битва при Фоллен Тимберс
Битва при Фоллен-Тимберс, Битва у поваленных деревьев, Фоллен-Тимберс  (англ. The Battle of Fallen Timbers) 20 августа 1794 — последнее и решающее сражение Северо-западной индейской войны, в ходе которой Западная конфедерация индейских племён и США боролись за контроль над Северо-Западной территорией (регион, ограниченный с юга рекой Огайо, с запада рекой Миссисипи и с северо-востока Великими озёрами). Одержав в этой битве решительную победу, американцы сумели усмирить регион вплоть до Войны Текумсе и битвы при Типпекану в 1811 году.

## Исторический фон
Договор в форте Стэнвикс 1768 года установил границу по реке Огайо и признал земли к северу от реки собственностью индейских народов. Однако после Американской революции Соединённые Штаты стали утверждать, что индейские народы не являются более собственниками этих земель, опираясь при этом на статью Парижского мирного договора 1783 года, в которой Великобритания согласилась уступить индейские земли. Индейцы отказались признавать, что британцы или американцы имеют право распоряжаться их племенными землями без их согласия. Они заявили, что не были представлены на мирных переговорах, не подписывали договор и не признают подобную передачу прав на их земли. Когда американские поселенцы начали расселяться в долине Огайо во всё увеличивающемся количестве, индейцы рассматривали это как незаконное вторжение. Правительство США настаивало, что имеет право получить земли, завоёванные на поле боя и переданные американцам Парижским договором.
Западная конфедерация, союз племён коренных американцев, была создана для борьбы за сохранение их традиционных земель. Конфедерация смогла одержать ряд побед над американскими войсками в 1790 и 1791 годах, вызвав тревогу администрации президента Джорджа Вашингтона. Вашингтон рассудил, что на поселенцах лежит основная доля вины за кровопролитие. Тем не менее, он начал подготовку к разгрому индейского союза, так как битвы становились все более серьёзными. В 1792 году президент приказал герою Войны за независимость, генералу Энтони Уэйну, создать и возглавить новую армию, которая должна подавить индейское сопротивление. Уэйн видел, что предыдущие кампании закончились неудачами из-за плохой выучки и слабой дисциплины солдат. Он получил достаточно времени для качественной тренировки своих новобранцев, пока летом 1793 велись мирные переговоры.
Военный вождь племени шауни Синяя Куртка и вождь делаваров Баконгахелас, вдохновлённые своими предыдущими победами и рассчитывающие на поддержку со стороны британцев, которые настаивали на возвращении к границам, закреплённым договором в форте Стенвикс в 1768 году. Они отвергали более поздние договоры, подписанные без их участия и передававшие земли к северу от реки Огайо Соединённым Штатам. Оппозиция, во главе которой стоял влиятельный лидер мохоков Джозеф Брант, пыталась склонить Конфедерацию к компромиссу с американцами, но Синяя Куртка не соглашался ни на что меньшее, чем граница по Огайо, которую США отказывались признавать. Американское правительство вело войну за обладание индейскими землями в долине Огайо под руководством военного министра Генри Нокса.

## Битва
Вновь сформированная армия Уэйна, Легион Соединённых Штатов, выступила на север из форта Вашингтон (нынешний Цинциннати), сооружая цепь фортов вдоль своего пути. Уэйн имел в своём распоряжении 4600 человек, включая индейцев-разведчиков из племён чокто и чикасо.
Синяя Куртка занял оборонительную позицию на реке Моми, в районе современного Толидо (штат Огайо), где лежали многочисленные деревья, поваленные недавней бурей. Эти деревья, «поваленные стволы» (англ. fallen timbers), и дали имя сражению. Индейцы надеялись, что лежачие стволы замедлят продвижение Легиона Уэйна. Форт Майами, ближайший английский форпост на американской земле, обеспечил индейцев запасами продовольствия. Индейские войска насчитывали около 1500 воинов, среди которых были шауни Синей Куртки, делавары Баконгахеласа, майами Маленькой Черепахи, вайандоты, оджибве, оттава, потоватоми, минго, а также рота канадских ополченцев под командованием подполковника Уильяма Колдуэлла.
Битва была очень короткой. Люди Уэйна сблизились с противником и пошли в штыковую атаку. Его кавалерия, тем временем, обошла воинов Синей Куртки с фланга. Индейцы бежали к форту Майами, но ворота форта закрылись перед ними. Комендант форта, не желавший начинать открытую войну с США, отказался дать им убежище. Армия Уэйна потратила несколько дней на уничтожение индейских деревень и посевов в округе, а затем отступила. Армия Уэйна потеряла 33 человека убитыми и 100 ранеными. Американцы заявили, что нашли от 30 до 40 мёртвых индейцев на поле боя. Однако, согласно данным Александера МакКи из Британского Индейского департамента, индейская конфедерация потеряла 19 человек убитыми и неизвестное количество — ранеными (возможно в эту цифру не входят потери канадского ополчения).

## Последствия
Поражение индейцев привело к заключению Гринвилльского договора 1795 года, который закрепил большую часть территории нынешнего штата Огайо за Соединёнными Штатами. Прежде чем покинуть регион, Уэйн начал постройку линии фортов вдоль реки Моми, один из которых впоследствии вырос в город Толидо. После возвращения Уэйна в западную Пенсильванию, последний из этих фортов был назван в его честь — ныне это крупный город Форт-Уэйн в Индиане. Вслед за постройкой этой линии укреплений белые поселенцы хлынули в долину Огайо, что привело к созданию штата Огайо в 1803 году. Текумсе, молодой шауни, ветеран Фоллен Тимберс, не подписавший Гринвилльский договор, смог возобновить индейское сопротивление некоторое время спустя.